# Kaizers Orchestra EP
Kaizers Orchestra EP, også kendt som "Den Gule EP", var et resultat af, at Kaizers Orchestra ville prøve på at finde en form på deres musik. Flere i Kaizers Orchestra, havde tidligere spillet i bandet "gnom", hvor de havde udgivet cd'en "mys", som ikke havde den store succes, så Kaizers prøvede med noget nyt. Janove Ottesen og Geir skrev de første Kaizers Orchestra sange, som de udgav på den EP. Den ene af sangene, "Bastard", var også blevet udgivet på "gnom – mys", og det var også planlagt denne skulle være på Kaizers Orchestras debutalbum Ompa Til Du Dør, men den blev udskiftet med sangen "170".

## Spor
1. Bøn Fra Helvete
2. Bastard
3. Katastrofen
4. Dekk Bord